# Okres Czarnków-Trzcianka
Okres Czarnków-Trzcianka (polsky Powiat czarnkowsko-trzcianecki) je okres v polském Velkopolském vojvodství. Jeho rozloha je 1808,19 km² a v roce 2022 zde žilo 89 116 obyvatel. Sídlem správy okresu je město Czarnków.

## Gminy
Městská:
- Czarnków

Městsko-vesnické:
- Krzyż Wielkopolski
- Trzcianka
- Wieleń

Vesnické:
- Czarnków
- Drawsko
- Lubasz
- Połajewo

## Města
- Czarnków
- Krzyż Wielkopolski
- Trzcianka
- Wieleń

## Sousední okresy
| Růžice kompasu | Strzelce-Drezdenko, Wałcz | Wałcz                    | Piła     | Růžice kompasu |
| Růžice kompasu | Strzelce-Drezdenko        | Sever                    | Chodzież | Růžice kompasu |
| Růžice kompasu | Strzelce-Drezdenko        | Okres Czarnków-Trzcianka | Chodzież | Růžice kompasu |
| Růžice kompasu | Strzelce-Drezdenko        | Jih                      | Chodzież | Růžice kompasu |
| Růžice kompasu | Międzychód                | Szamotuły                | Oborniki | Růžice kompasu |